# Nobel Biocare
Nobel Biocare är ett schweiziskt medicintekniskt företag med juridiskt säte i Zürich. Företaget är aktivt inom tandimplantat och är ursprungligen svenskt. Nobel Biocare är sedan 2015 dotterföretag till amerikanska Danaher Corporation. 

## Historik
Verksamheten bygger på Per-Ingvar Brånemarks upptäckt att benvävnad och titan kan förenas, s.k. osseointegration. Upptäckten har fått stor betydelse för den rekonstruktiva tandvården. Brånemark, efter godkännande av produkten, kontaktade Bofors för samarbete och företaget Bofors Nobelpharma, senare bara Nobelpharma, grundades år 1981. Brånemark presenterade sina resultat vid en internationell kongress i Toronto 1982. Ett år senare utvecklade tandläkaren Matts Andersson Procera® System för maskinell tillverkning av tandkronor, med CAD/CAM. Metoden introduceras 1988 på företaget.
1996 bytte Nobelpharma namn till Nobel Biocare. 1998 förvärvades det amerikanska företaget Steri-Oss och Nobel Biocare blev därmed det största företaget inom rekonstruktiv tandvård.
2002 bildades moderbolaget Nobel Biocare Holding AG, med huvudkontor i Zürich, Schweiz, och noteras på SWX Swiss Exchange och Stockholmsbörsen. 2008 avnoteras aktien från nordiska listan. 
I och med flytten till Schweiz kunde företaget "optimera skattestrukturen".
Göteborgskontoret har historiskt varit huvudkontor. Men då majoriteten av de globala funktionerna flyttades till Zürich runt 2007-2011, ligger idag huvudkontoret i Zürich. 
Nobel Biocare har sju produktionsanläggningar i Sverige, USA, Kanada, Japan och Israel och egen säljorganisation i 37 länder. Aktierna i Nobel Biocare Holding AG är noterade på SWX Swiss Exchange. Nobel Biocare har en världsmarknadsandel på cirka 35 procent för tandimplantat (2007). Idag har företaget över 2 500 anställda över hela världen och 2012 uppgick nettoomsättningen till 580.5 miljoner euro 

## Implantatet NobelDirect
2004 lanserades det nya tandimplantatet NobelDirect. En strid om implantatet uppstod när forskare vid Sahlgrenska varnade för problem med nedbrytning av tandbenet runt implantaten. Företaget tillbakavisade kritiken. 
Implantatet NobelDirect är designat så att distansen är en del av implantatet, snarare än en separat komponent. Det är gjort för att direktbelastas. Historiskt har man låtit implantat växa fast innan de utsätts för belastning. Men på slutet av 90-talet gjordes ett antal studier där man undersökte hur direktbelastning påverkar resultatet, och studierna visar att lyckandefrekvensen är jämförbar med konventionell, fördröjd belastning. Under 2000-talet togs det fram flera produkter och lösningar som bygger på konceptet med direktbelastning, men man kan även direktbelasta implantat som designades innan direktbelastning började tillämpas (till exempel Brånemarkimplantatet).
NobelDirect har en behandlad porös titanyta (TiUnite) mot såväl mjukvävnaden som mot tandbenet där osseointegrationen skall ske.[källa behövs]
En uppföljning av 48 patienter som fått tandimplantatet NobelDirect visar att risken för att implantatet ska lossna ökar efter tre år.
Andra studier tyder på att lyckandefrekvensen och benförlusten är jämförbar med andra dentala implantat.. En anmälan skickas in till Läkemedelsverket, som startar en utredning. Nobel Biocare väljer att temporärt upphöra med marknadsföringen av implantatet tills Läkemedelsverkets utredning är klar.
I början av 2006 hade knappt 60 000 patienter världen över behandlats med NobelDirect, varav 1.35% har rapporterats som implantatförluster (vilket är normalt eller bättre än normalt om man jämför med andra implantat).[källa behövs]
I februari 2008 meddelade Läkemedelsverket att marknadskontrollen av NobelDirect har upphört. Problemen har gått att hänföra till brister i användarinstruktionerna. Bristerna har nu åtgärdats och reklamationerna på NobelDirect skiljer sig inte från företagets övriga implantat.